# 張節
張節，《三国演义》中的虚构人物，官至黃門侍郎。因反對司馬炎逼迫魏元帝曹奐禪讓，而大罵：「欲行此事，是篡國之賊也！」因此惹恼司馬炎，被司馬炎手下士兵亂棍打死。